# Bürglaßbrücke

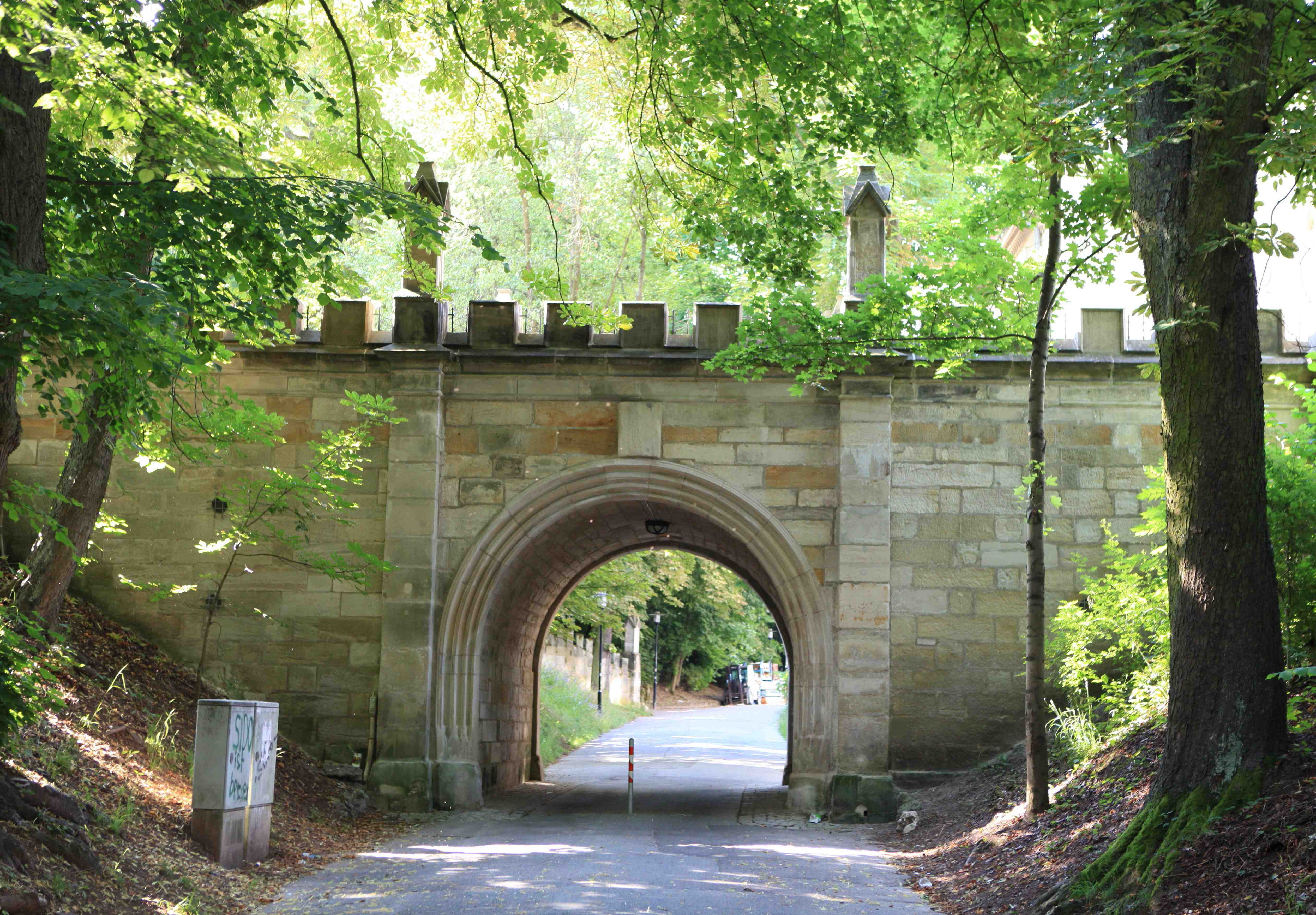
Bürglaßbrücke, Ansicht in der Allee

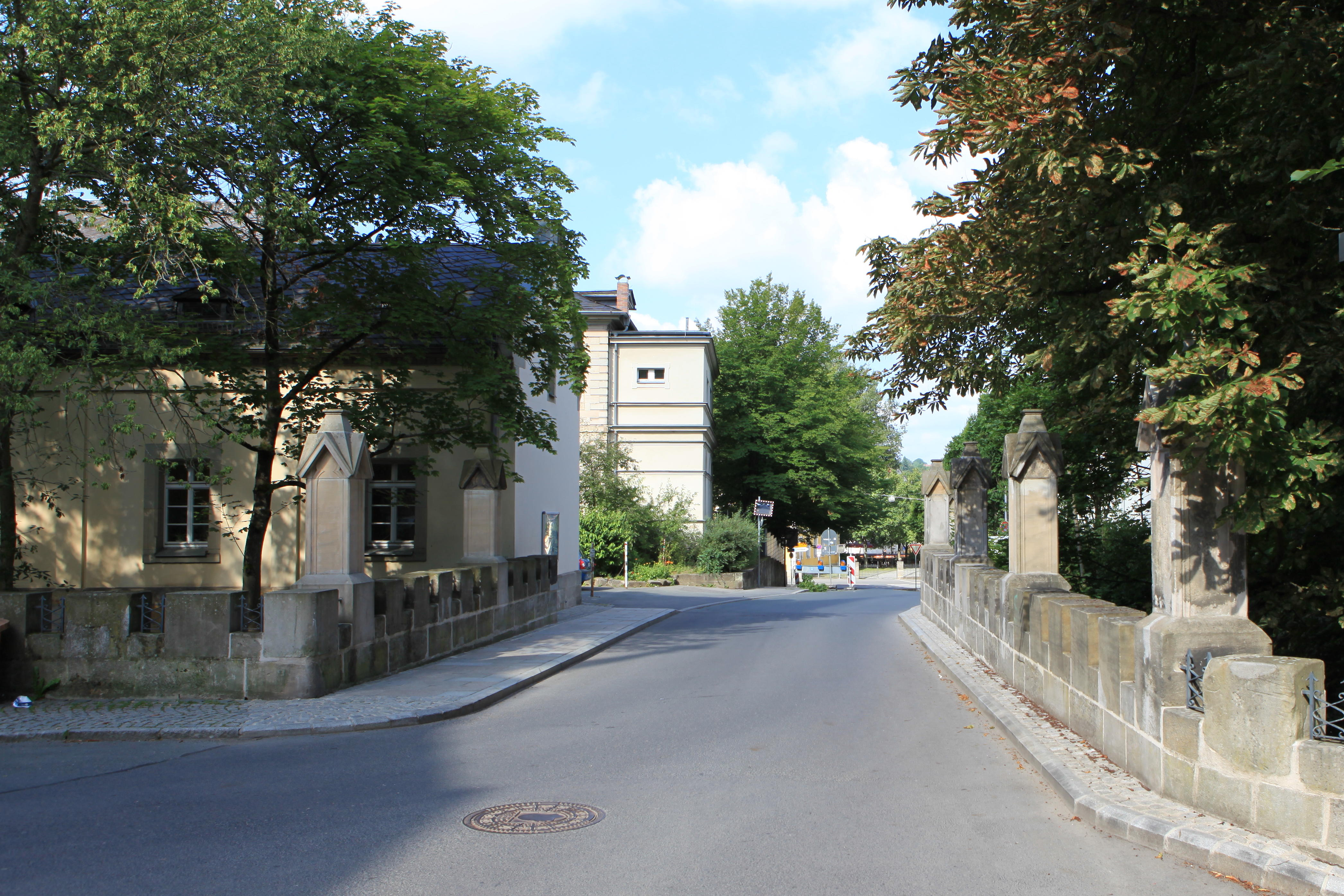
Bürglaßbrücke, Blickrichtung Oberer Bürglaß

Die Bürglaßbrücke ist eine Straßenbrücke in der oberfränkischen Stadt Coburg, die 1819 errichtet wurde und als Baudenkmal in der Bayerischen Denkmalliste eingetragen ist.
Zur direkten Verbindung der Veste mit der Steinwegvorstadt gab es in Coburg am Oberen Bürglaß ein Stadttor, das sogenannte Bürglaßtor, mit einer Holzbrücke über den Stadtgraben, den bis 1810 der Stetzenbach durchfloss. Die früheste Erwähnung des Bürglaßtores im Coburger Stadtbuch stammt aus dem Jahr 1415.
Nach dem Abbruch der Stadtbefestigungen Anfang des 19. Jahrhunderts wurde 1819 die Holzbrücke durch eine Gewölbebrücke aus Sandsteinquadern ersetzt, die die Allee, einen in einem Geländeeinschnitt liegenden Weg, überspannt. Im Jahr 1851 fertigte der Architekt und Hofbaumeister Carl Friedrich Wilhelm Streib die Pläne für die baufällige Bürglaßbrücke an, die wie das stadtseitig stehende Brückentorhaus, neugotisch gestaltet wurde. 1865 folgte der Anbau eines Treppentürmchen an der Nordwestecke des Torhauses.
Die Brückenöffnung hat eine lichte Weite von etwa 4,2 Metern und eine maximale lichte Höhe von rund 4,0 Metern. Beidseitige toskanische Pilaster flankieren den profilierten Durchgangsbogen mit Keilstein. Die Brücke besitzt zwischen den massiven Brüstungen mit Zinnenkranz und überdachten Vierkantpfeilern, bei einer lichten Breite von 6,7 Metern, eine Fahrbahn und einen Gehweg.
Das Brückentorhaus hatte eine lichte Durchfahrtshöhe von 2,5 Metern. Am 23. Juli 1972 beschloss der Stadtrat einstimmig den Abbruch des Torhauses, um Omnibussen die Fahrt zur Veste zu ermöglichen. Trotz Ablehnung durch das Landesamt für Denkmalpflege und Protesten aus der Bevölkerung erfolgte am 28. Juni 1971 ohne Vorabinformation der Öffentlichkeit der Abbruch. Trotzdem musste kurze Zeit später die Zufahrt zur Veste für Busse gesperrt werden. Die Brücke wurde 1989 konstruktiv verstärkt und dient im Verlauf Oberer Bürglaß und Oberen Klinge als Straßenverbindung der Innenstadt mit dem Festungsberg.